# Gare de Brovary
La gare de Brbovary (en ukrainien : Бровари), est une gare ferroviaire à Brovary en Ukraine.
Elle est dans l'oblast de Kiev.

## Situation ferroviaire
Elle est exploitée par le réseau Pivdenno-Zakhidna zaliznytsia.

## Histoire
C'est une gare ouverte en 1868 par Le chemin de fer Moscou-Kiev-Voronej. La ligne a été électrifiée en 1957. 

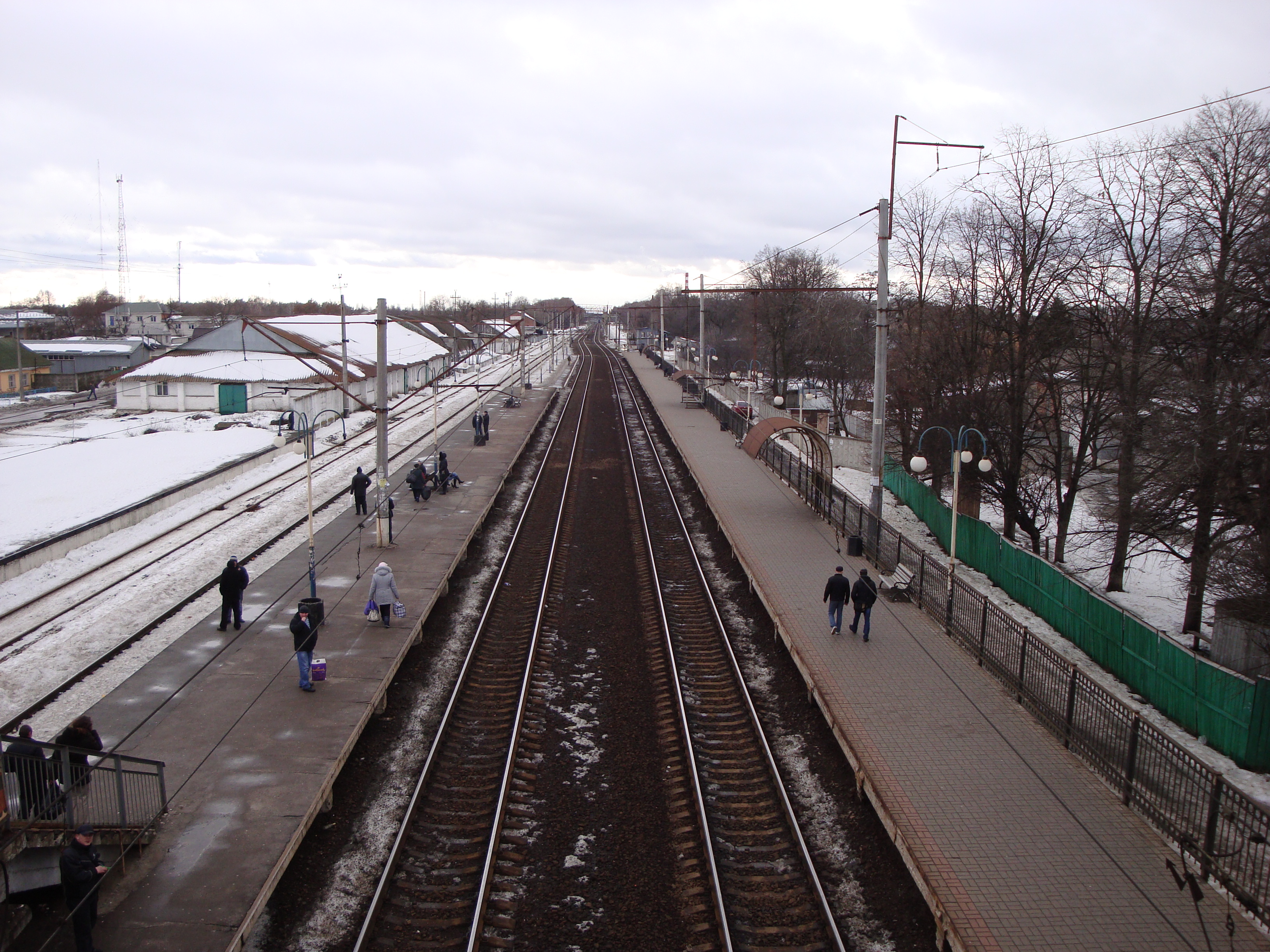
Les voies, les quais.

## Service des voyageurs

### Desserte
Elle dessert la gare de Kyiv-Volynskyi, la Konotop, la gare de Nijyn. Avec la mise en service d'un train ER9M Brovary est à 36 minutes de Kiev.

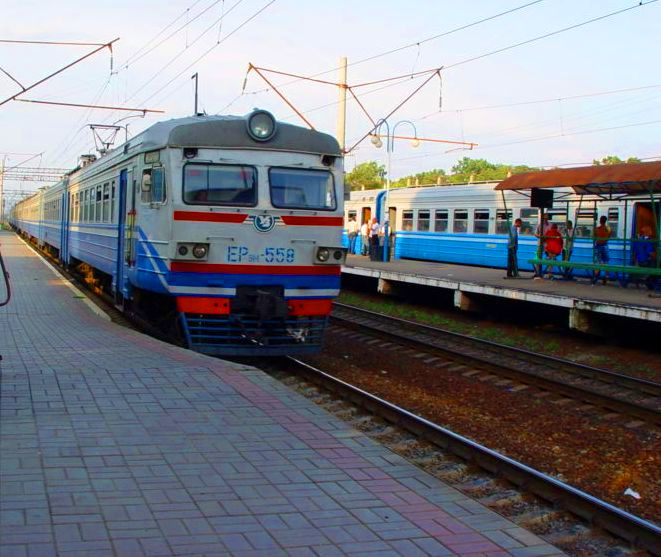
Une ER9M en gare.

### Intermodalité
Une station de taxi est adjoint à la gare vers Massiv et Promvouzol.